# جيسي ماتلاك بيكر
جيسي ماتلاك بيكر (بالإنجليزية: Jesse Matlack Baker) (من مواليد 1 مارس 1854، وتُوفي في 30 يوليو 1913) هو سياسي أمريكي من ولاية بنسلفانيا كان عضوًا في مجلس النواب في ولاية بنسلفانيا في ولاية ديلاوير من عام 1889 إلى 1892 ومجلس الشيوخ في ولاية بنسلفانيا للحي التاسع من عام 1893 إلى عام 1897.

## حياته المُبكرة وتعليمه
وُلد جيسي في باركسبورج بولاية بنسلفانيا إلى جيسي وفيبي ماتلاك. والتحق بمدارس عامة ثم التحق بأكاديمية بنسلفانيا العسكرية في تشيستر ببنسلفانيا. وفي عام 1871، أصبح طالبًا في الأكاديمية العسكرية الأمريكية وتخرّج بشكل مشرف في عام 1873. درس القانون تحت إشراف جيلبين روبنسون. وتم قبوله في مجلس أمناء مقاطعة ديلاوير في عام 1881.

## حياته العسكرية
عمل جيسي كقائد للكتيبة H بالفرقة السادسة في قوات الحرس الوطني في بنسلفانيا من عام 1877 إلى 1898. وكان رائدًا في الجيش الأمريكي وخدم في الحرب الأمريكية الإسبانية في عام 1898.

## حياته السياسية
خدم جيسي كمحامي لمنطقة مقاطعة ديلاوير من عام 1882 إلى 1888. وانتُخب في مجلس النواب عن ولاية بنسلفانيا في مقاطعة ديلاوير وعمل من ممثلًا لها من عام 1888 إلى 1892. انتُخب بيكر لمجلس شيوخ ولاية بنسلفانيا للحي التاسع في عام 1892. وعمل كرئيس للجنة العسكرية وعضوًا في لجنة الانتخابات، وبعض الشركات، والقضاء العام والخاص، والتأمين، والتعدين والتوزيع التشريعي.

## حياته الشخصية
دُفن بيكر في مقبرة ميديا في ميديا، بنسلفانيا.